# 剛果平鰭鮠
剛果平鰭鮠，為輻鰭魚綱鯰形目平鰭鮠科的其中一種，為熱帶淡水魚，被IUCN列為易危保育類動物，分布於非洲剛果民主共和國Mpoulou河上游流域，體長可達7.2公分，棲息在底層水域，生活習性不明。

## 擴展閱讀
維基物種上的相關：剛果平鰭鮠